# Gajim
Gajim je svobodný software, multiplatformní klient pro Jabber (XMPP) protokol který používá grafický toolkit GTK+. Je určen pro GNU/Linux, BSD a Windows. Název Gajim je rekurzivní zkratka pro Gajim is a jabber instant messenger.

## Cíl
Cílem projektu Gajim je poskytnutí plnohodnotného a lehce použitelného XMPP klienta pro uživatele používající grafický toolkit GTK+. Gajim k běhu nepotřebuje GNOME, ačkoliv v něm pracuje nejlépe.

## Vlastnosti

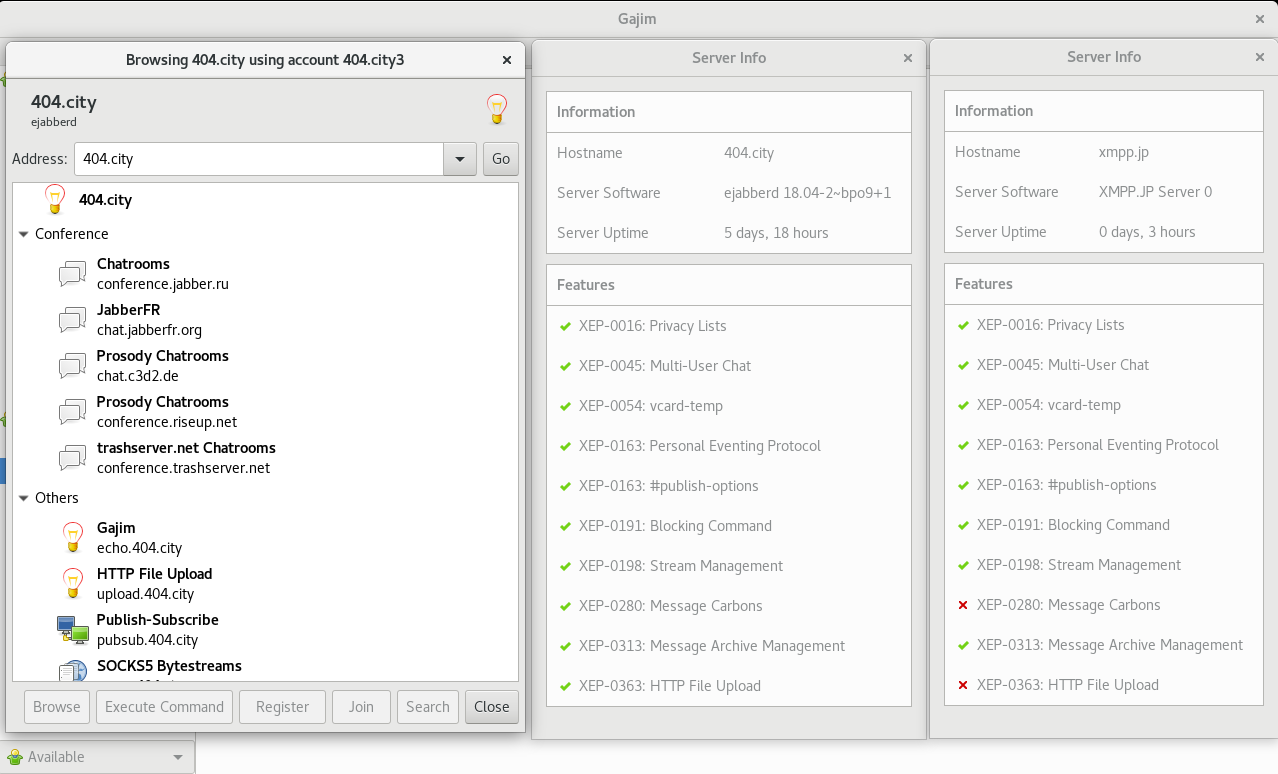
Gajim sreenshot. Discover services. Server info: https://xmpp.jp/ and https://404.city/

- Možnost mít konverzace v jediném okně s panely.
- Podpora konferenčních místností (Multi-User Chat).
- Podpora emotikon (smajlíků), avatarů, přenosu souborů, otvírání URL či záložek.
- Ikona v oznamovací oblasti.
- Kontrola pravopisu.
- Podpora šifrování TLS a OpenPGP (OpenPGP není funkční ve Windows[1]), i zastaralého (nestandardního) SSL.
- Prohlížení služeb (Service Discovery).
- Vyhledávání na Wikipedii a jejím slovníku.
- Podpora více účtů.
- D-Bus.
- XML konzole.
- OMEMO
- HTTP file upload

Gajim je dostupný v baskičtině, bulharštině, češtině, angličtině, esperantu, francouzštině, němčině, italštině, norštině (Bokmål), polštině, ruštině, španělštině, slovenštině a švédštině.

## Síťové vlastnosti
Protože Jabber dovoluje přístup do dalších sítí, může se Gajim také připojit do Yahoo! Messenger, AIM, ICQ a .NET Messenger Service sítí. Ostatní služby jsou dostupné pomocí různých serverů – například RSS a ATOM kanály s novinkami, zasílání SMS zpráv do mobilních sítí a zprávy o počasí.